# Йордан Йовчев (Куманово)
Йордан Йовчев е български революционер, кумановски деец на Вътрешната македоно-одринска революционна организация.

## Биография
Йордан Йовчев е роден в град Куманово, тогава в Османската империя. Занимава се с търговия и е член на българското училищно настоятелство. Едновременно с това е дълги години ръководител на околийския комитет на ВМОРО в Куманово и градски войвода. Убит е в окупирания от сърбите през Балканската война Куманово от сръбския майор Булакович с 47 удара с нож.